# 大芝優泰
大芝 優泰（おおしば まさやす、1994年4月5日 - ）は、トップリーグNTTコミュニケーションズシャイニングアークスに所属するラグビー選手。

## プロフィール
- 千葉県出身[1]。
- ポジションはウィング(WTB)。
- 身長 175cm、体重 77kg
- 関東大学オールスターゲームの対抗戦選抜に選ばれたことがある[2]。

## 来歴
2013年、茗溪学園高校卒業後、成蹊大学に入学する。なお茗溪学園高校時代、高校日本代表候補に選ばれたことがある。
2016年、成蹊大学ラグビー部の副将に就任した。
2017年、成蹊大学卒業後、NTTコミュニケーションズシャイニングアークスに加入。